# Radomyśl Wielki
Radomyśl Wielki is een stad in het Poolse woiwodschap Subkarpaten, gelegen in de powiat Mielecki. De oppervlakte bedraagt 8,38 km², het inwonertal 2884 (2005).